# 裂齒新熱脂鯉
裂齒新熱脂鯉，為輻鰭魚綱脂鯉目脂鯉亞目唇齒脂鯉科的其一種，分布於南美洲巴西Tapajos河及亞馬遜河上游流域，體長可達9.1公分，棲息在底中層水域，生活習性不明。